# バーン・ムアン (タイの新聞)
『バーン・ムアン』（บ้านเมือง）は、タイのタイ語日刊新聞。1972年5月23日 に創刊。ナワギット・バーン・ムアン社（นวกิจบ้านเมือง）が発行。

## 概要
日刊大衆紙。社のロゴは赤で『バーン・ムアン』と書かれている。
バーンムアン紙は、1972年5月23日にウィヂャーン・プックピブーン(วิจารณ์ ภุกพิบูลย์）社主に、マーナ・プレーパン（มานะ แพร่พันธุ์）を編集長にして、バーンムアン社によって創設された。初期は16面、オフセット印刷の白黒であり、一部１バーツであった。
現在、紙面を改良し、オフセットカラー印刷24面、10バーツとなった。記事は、読者の興味に沿うように一般、スポーツ、芸能の三部に分かれる。2000年2月1日から、ナワギット・バーン・ムアン社の委員会がバーンムアン紙を運営することになった。
創刊より約45年後の2016年12月31日に廃刊となることが決定された。それ以後、2017年よりニュース配信サイトサービスだけしかなく提供する。